# Hans Lohmander
Hans Gustaf Lohmander, född 30 maj 1896 i Helsingborg, död 2 januari 1961 i Oscar Fredriks församling, Göteborg, var en svensk entomolog och araknolog.
Lohmander studerade vid Lunds universitet, och gjorde sig där känd som en framstående expert på flera djurgrupper inom den lägre markfaunan, och etablerade sig snart även internationellt som specialist på tusenfotingar. Från och med 1934 var arbetade han på Naturhistoriska museet i Göteborg, och ledde museets avdelningar för entomologi respektive geologi vid sin bortgång. Hans Lohmander har varit särskilt uppmärksammat för sitt arbete med inventeringen av södra Sveriges lägre markfauna genom noggranna taxonomiska och biotopologiska analyser. Han bedrev även en del av sin forskning utomlands, bland annat i Kaukasien.
Han gifte sig i juni 1924 med Stella Lohmander (1906-1970), efter vilken han namngav arten Anthrenochernes stellae. Hustrun assisterade även i många av Lohmanders forskningsprojekt.
Auktorsnamnet Lohmander kan användas för Hans Lohmander i samband med ett vetenskapligt namn inom zoologin; se Wikipedia-artiklar som länkar till auktorsnamnet.